# Masaharu Ueda
Masaharu Ueda, anche noto come Shoji Ueda (Funabashi, 1º gennaio 1938 – Yokohama, 16 gennaio 2025), è stato un direttore della fotografia giapponese.

## Biografia
Ottenne una nomination all'Oscar alla migliore fotografia nel 1986 per Ran di Akira Kurosawa, regista con cui collaborò anche in altre pellicole: Kagemusha - L'ombra del guerriero (1980), Sogni (1990), Rapsodia in agosto (1991) e Madadayo - Il compleanno (1993).